# 伯尔尼拼盘
伯尔尼拼盘是起源于瑞士伯尔尼的一道传统肉类菜肴，可追溯至1789年。其通常包括培根、火腿、香肠、牛舌等肉类，并配以酸菜、熟马铃薯、豆角等配菜，食用时常搭配黄芥末酱。
伯尔尼拼盘与炖菜不同，其中的肉类和配菜都是分开准备并提前烹熟的，食用时再一起放入一个大盘子中。伯尔尼拼盘有时也会以自助餐的形式供应。

## 历史
伯尔尼拼盘的起源可追溯至1789年3月5日，当时正值法国入侵瑞士期间，伯尔尼人在诺因埃格战役中击败了法国军队。社区举行了庆功宴以庆祝胜利，居民们送来了自己拥有的物资和食材（主要是腌制的肉类和配菜）并组合在一起做成菜肴，伯尔尼拼盘就于此诞生。